# Václav Bouška
Václav Bouška (21 agosto 1910 – 20 settembre 1975) è stato un calciatore cecoslovacco, di ruolo centrocampista.

## Carriera

### Nazionale
Esordisce il 17 settembre 1933 contro l'Austria (3-3). È convocato fino al 1937, totalizzando 7 presenze in Nazionale.